# 彼德·史哥夫-贊臣
彼德·史哥夫-贊臣（丹麥語：Peter Skov-Jensen，1971年6月9日—），生於埃斯比約，是一名前丹麥足球守門員。現為丹麥球會BK Avarta的守門員教練。